# 大角香里
大角 香里（おおすみ かおり、8月26日 - ）は、近畿地方を拠点に活動していた日本のラジオパーソナリティ。

## 来歴
福岡県出身。
2000年代にはエフエム滋賀 (e-radio) のパーソナリティとして活動。2005年9月、それまで担当していた『レイクサイドモーニング77』を一旦卒業して産休に入り、同年11月に女児を出産。1児の母となり、2006年10月放送開始の『Lunch with u Lunch-u』で仕事に復帰する。
2012年4月からはエフエム京都 (α-STATION) のパーソナリティを務めていたが、家族の転勤により日本からカナダへ移住することになったため、2013年8月をもって同局のパーソナリティを卒業した。

## 出演

### テレビ番組
- Aタイム（関西テレビ）[要出典]

### ラジオ番組
- ヤンタン MUSIC MAX（MBSラジオ、1997年4月 - 9月）[5]
- 大角香里のレイクサイドモーニング77（E-Radio → e-radio、 - 2005年9月）
- e-radio ウィークリー増刊号!（e-radio、2003年7月） - 7月マンスリーパーソナリティ
- Lunch with u 『Lunch-u』（e-radio、2006年10月 - 2007年9月）
- LSM（e-radio、2007年10月 - 2011年8月）
- SUNNYSIDE BALCONY（α-STATION、2012年4月 - 2013年8月）[4]